# Charles-Henri de Clermont-Tonnerre
 (mars 2017).
Si vous disposez d'ouvrages ou d'articles de référence ou si vous connaissez des sites web de qualité traitant du thème abordé ici, merci de compléter l'article en donnant les références utiles à sa vérifiabilité et en les liant à la section « Notes et références ».
Pour les articles homonymes, voir François de Clermont-Tonnerre.
Charles-Henri de Clermont-Tonnerre (20 mars 1571 - 30 septembre 1640), comte de Clermont et de Tonnerre, marquis de Cruzy, baron d'Ancy-le-Franc et de Cruzy, seigneur de Husson (Husson), de Laignes, de Ravières, vicomte de Tallard, est un militaire français du XVIe siècle appartenant à la Maison de Clermont-Tonnerre. Il est connétable, grand-maître héréditaire du Dauphiné et pair de France.

## Biographie

### Origines
Fils d'Henri de Clermont (°1540 - †1573) et de Diane de La Marck, Charles-Henri de Clermont-Tonnerre est issu de la maison de Clermont-Tonnerre, une famille noble française d'extraction chevaleresque, dont la filiation est prouvée depuis la fin du XIe siècle.

### Carrière militaire
Il  participe, en 1595 à la bataille de Fontaine-Française. Il sera par la suite lieutenant-général en Bourgogne et bailli d'Auxerre, le 10 mars 1600.
Le 14 mai 1633, il est fait chevalier des ordres du Roi (ordre de Saint-Michel et Ordre du Saint-Esprit). Il est capitaine de 50 hommes d'armes des ordonnances du Roi, conseiller en ses conseil d'État et privé et Pair de France.

### Aménagement de la ville de Tonnerre
Homme très pieux, il dote la ville de Tonnerre de nombreux monuments religieux. En 1590, il pose la première pierre de la reconstruction de l’église Saint Pierre, ravagée par un incendie en 1556. Il fonde une congrégation d’hommes, le couvent des Frères Minimes, dont la construction débute le 11 mai 1611 à partir des pierres formant les ruines du château de Montbellant. Mais aussi une congrégation féminine, la ville de Tonnerre manquant, à cette époque, de religieuses enseignantes pour l’éducation des jeunes filles. En 1628, six ursulines s'installent à Tonnerre et achètent l'année suivante un vaste territoire.

## Famille et descendance
Il épouse le 2 avril 1597 Catherine Marie d'Escoubleau de Sourdis (1580-17 janvier 1615). 
Enfants : 
- Charles-Henri II (v.1607-1674) duc de Luxembourg et de Piney
- Roger (1600-1676), marquis de Cruzy, Lieutenant-général des armées du roi en Bourgogne et bailli d'Auxerre
- François (1601-1679), maréchal de camp des armées du Roi et lieutenant-général du roi en Dauphiné
- Henri
- Louis
- Isabelle mariée à : 
  - 1) Jacques de Beauvau, marquis du Rivau
  - 2) Charles, seigneur d'Apchon
- Madeleine (1608-1684), abbesse de Saint-Paul-lès-Beauvais
- Antoine (1610-?), comte de Dannemoine, mestre de camp d'infanterie

Enfant illégitime :
- Astrée, bâtarde de Clermont, religieuse au couvent des Ursulines de Tonnerre en 1634 [3]